# Володарська вулиця
Володарська вулиця — вулиця в Голосіївському районі міста Києва, місцевість Віта-Литовська. Пролягає від Бродівської вулиці до кінця забудови.

## Історія
Вулиця виникла у 2010-х роках під проектною назвою Проектна 13001. Сучасна назва на честь розташованого поблизу урочища (колишнього хутора) Володарка — з 2017 року.